# جيني روس
جيني روس (بالإنجليزية: Jenny Ross)‏ هي مغنية بريطانية، ولدت في 1962 في 1962، وتوفيت في 20 نوفمبر 2004 بسبب سرطان.

## وصلات خارجية
- جاني روس على موقع ميوزك برينز (الإنجليزية)
- جاني روس على موقع ديسكوغز (الإنجليزية)